# Riskhospitalet
Riskhospitalet er en tegneserie af Frode Øverli som udkom første gang i 1996. Øverli hold op med at lave serien da serien pondus blev mere populær. To gamle striber trykkes hver uge i VG Helg.

## Personer
- Dr. Kalinka – Er meget beruset og doserer mange piller til sig selv. Kan godt lide at drikke cognac gerne fra halvlitersglas.
- Dr Harlem Lester – god læge, men er ikke den smarteste fordi at han tror blindtarmen er en øjesygdom.
- Dr. Deo von Dinky – Selvoptaget og er optaget af søster Bjørklund.
- Søster Bjørklund – Sygeplejeske med ben i næsen. Hun er også den eneste i serien som kan kaldes normal.
- Søster Bimbo – Sygeplejske som er meget interesseret i Dr. Dinky og fatter aldrig en spøg.
- Professor Fyse – Gal professor som lavede Kjell Mangle.
- Kjell Mangle – Person skabt af Professor Fyse og mangler det meste.
- Jordmor Rigmor Kake – Dette er jordmoren og fanger ungene ligesågodt som en blind mand med armproteser.
- Direktør Raptus – Hospitalets direktør.

## Links
- Pondus.no